# Jinpachi Mōri
Jinpachi Mōri (毛利 甚八, Mōri Jinpachi) est un scénariste de mangas japonais né en 1958 et mort le 21 novembre 2015 d'un cancer de l'œsophage.
Ses œuvres incluent :
- Kasai no hito (家栽の人?, litt. « homme de la plantation familiale »), dessins d'Osamu Uoto, 1988
- Benkei in N.Y., dessins de Jirō Taniguchi, 1991-1995
- Kento no hakobune (ケントの方舟?, litt. « l'arche de Kento »), dessins d'Osamu Uoto, 1997
- Tajikarao (たぢからお?), dessins de Kanji Yoshikai, 2000 (Tajikarao, l'esprit de mon village, Delcourt, 2002)
- Tsuchi no ko (地の子?, litt. « enfant de la terre »), dessins de Hideaki Hataji, 2002 (Les Fils de la terre, Delcourt, 2007)
- Saiban'in no megami (裁判員の女神?), dessins de Hiroshi Kawasumi, 2009
- Nozomi (のぞみ?), dessins de Shinji Hikino, 2012